# Patersonia occidentalis
Patersonia occidentalis (Engels: Purple Flag) is een soort uit de lissenfamilie (Iridaceae). Het is een kruidachtige, vaste plant die endemisch is in West-Australië. De Nyungah naam voor de plant is komma.
De soort wordt aangetroffen tussen granietrotsen, in winternatte gebieden en op duinen, in de West-Australische regio's Mid West, Peel, Wheatbelt, South West, Great Southern en Goldfields-Esperance. Hij groeit in bodems met grijsbruin zand of zandige klei, roodbruine kleiachtige leem, grind, lateriet, ijzersteen, graniet en kalksteen.